# Reputation
Reputation este al șaselea album de studio al cântăreței Taylor Swift. A fost lansat pe data de 10 noiembrie 2017 de către Big Machine Records. Acest album a fost produs de Jack Antonoff, Max Martin, Shellback și Swift, care este și producător executiv. Alți artiști care au contribuit la acest album sunt Ed Sheeran și rapper-ul american Future.
Albumul a vândut 1,238 milioane de copii în Statele Unite ale Americii în prima săptămână după lansarea acestuia, făcându-l cel mai bine vândult album din 2017 în State. Conform International Federation of the Phonographic Industry (IFPI), este al 2-lea cel mai bine vândul album din 2017, cu vânzări de peste 4,5 milioane de copii.

## Lansare
Taylor Swift a anunțat prima dată prin Instagram, pe data de 23 august 2017, că al 6-lea ei album va fi numit Reputation și că va fi lansat pe data de 10 noiembrie 2017. Primul single din album a fost „Look What You Made Me Do”.